# Bianca Balti
Bianca Balti (ur. 19 marca 1984 w Lodi) – włoska modelka, w 2005 roku ogłoszono, że w 2007 stanie się oficjalną twarzą Victoria’s Secret (zastępując Gisele Bündchen).

## Wygląd
- Kolor włosów: brąz
- Kolor oczu: niebieski
- Wzrost: 176 cm
- Wymiary: 80-58-86 cm
- Rozmiar sukni: 36
- Rozmiar stopy: 39

## Pokazy mody

### Wiosna/lato 2007
- Nowy Jork

Miss Sixty – rag & Bone – Tuleh – Brian Reyes
- Mediolan

CNC National – Belstaff – Salvatore Ferragamo – Brioni – La Perla – Etro – 
Bottega Veneta – Trends les Copains – Blumarine – Gianfranco Ferré – Missoni – Francesco Sconamiglio
- Paryż

Isabel Marant – Christian Dior – Valentino – Loewe – Antonio Berardi – John Galliano

### Jesień/zima 2006
- Nowy Jork

Sweet Face – Matthew Williamson – Temperley – J. Mendel – Zac Posen – Behnaz Sarafpour – 
Narciso Rodriguez – Carolina Herrera – Badgley Mischka – Diane von Furstenberg – Tuleh – 
- Mediolan

Missoni – Dolce&Gabbana – Moschino – Etro – Bottega Veneta – D&G – 
- Paryż

Antonio Berardi – Lanvin – Valentino – Balenciaga – Vivienne Westwood

### Wiosna/lato 2006
- Nowy Jork

Donna Karan – L.A.M.B. – Ralph Lauren – J. Mendel – Zac Posen – Michael Kors – 
Bill Blass – Behnaz Sarafpour – Matthew Williamson – Narciso Rodriguez – 
Roland Mouret – Carolina Herrera – Jill Stuart – Óscar de la Renta
- Londyn

Aquascutum – Jonathan Saunders – Paul Smith Women – 
- Mediolan

Etro – Dolce&Gabbana – Fendi – Versace – Anna Molinari – Bottega Veneta – 
Dsquared2 – Gucci – Missoni – Emilio Pucci – D&G – Pollini
- Paryż

Lanvin – Valentino – Hermès – Kenzo – Alexander McQueen – Chanel – 
Stella McCartney – Givenchy – Lagerfeld Gallery – Balenciaga – Costume National

### Jesień/zima 2005
- Nowy Jork

Donna Karan – Vera Wang – Zac Posen – Behnaz Sarafpour – Lela Rose – 
Marc by Marc Jacobs – Matthew Williamson – Narciso Rodriguez – Roland Mouret – 
Jill Stuart – Marc Jacobs – Proenza Schouler
- Mediolan

Dolce & Gabbana – Dsquared2 – Alessandro Dell'Acqua – Etro – Riccardo Tisci – 
Moschino – Gucci – Missoni – Alberta Ferretti – Bottega Veneta – Pollini –
- Paryż

Lanvin – Valentino – Chloé – Kenzo – Nina Ricci – Alexander McQueen – 
Giambattista Valli – Hussein Chalayan – Stella McCartney – Emanuel Ungaro – 
Balenciaga – Costume National – Sophia Kokosalaki –

### Wiosna/lato 2005
- Mediolan

Alessandro Dell'Acqua – Miu Miu – Dolce & Gabbana – D&G – Giorgio Armani
- Paryż

Lanvin – Valentino – Alexander McQueen – Sonia Rykiel – Lagerfeld Gallery – 
Emanuel Ungaro – Costume National

## Agencje
- Brave Model Management
- FM Model Agency
- Modelwerk
- IMG